# Camila (banda)
Camila es una banda mexicana de pop rock formada en 2005 por Mario Domm, Samo y Pablo Hurtado en la Ciudad de México. Hasta la fecha, han lanzado cinco álbumes de estudio: Todo cambió (2006), Dejarte de amar (2010), Elypse (2014), Hacia adentro (2019) y Regresa (2024). Entre sus éxitos se encuentran los temas Todo cambió, Mientes, Abrázame y De qué me sirve la vida. Mario Domm y Pablo Hurtado son los únicos integrantes que han formado parte del grupo durante toda su trayectoria, ya que, en 2013, Samo comenzó una carrera como solista, lo que significó su separación del grupo en medio de la polémica.
El 31 de marzo de 2023, se presentó el regreso oficial de Samo a la banda con el lanzamiento del sencillo Fugitivos, en el que se reunieron los tres integrantes con motivo del vigésimo aniversario de la banda.

## Carrera

### 2003-2013: Inicios,Todo cambióyDejarte de amar
Camila se fundó como grupo en el año 2003, al firmar Mario Domm el primer contrato discográfico del proyecto con Sony Music Latin, al lado del guitarrista Pablo Hurtado y el cantante veracruzano Samo. Inicialmente se hacían llamar «Altavoz» y su sencillo debut «Abrázame» fue publicado bajo ese nombre; al lanzar su primer álbum «Todo cambió» decidieron cambiarlo definitivamente a su nombre actual, este disco pop incluye 12 canciones, la mayoría compuestos y escritos por ellos mismos. Con este disco hicieron una gira de casi 2 años llamada Todo Cambió. 
Dejarte de amar se llama su segunda producción, fue grabada y realizada en los Estados Unidos y México. Nueve de los temas fueron compuestos por Mario Domm (algunos en coautoría con Mónica Vélez), mientras que el tema «Me voy» fue escrito por Pablo Hurtado, y «De qué me sirve la vida» por el vocalista Samo. Con este disco hicieron una gira de casi dos años llamada Dejarte de Amar. Recibió un Grammy Latino como Mejor álbum vocal pop por un dúo o grupo y una nominación para el Álbum del año.[cita requerida] El primer sencillo, «Mientes», recibió dos premios Grammy Latino por Canción del Año y Grabación del Año.[cita requerida]
El 23 de febrero del año 2012, Camila fue invitado al LIII Festival Internacional de la Canción de Viña del Mar llevándose Antorcha de Oro y plata y una Gaviota de Plata.[cita requerida]

### 2012-2014: Descanso y breve separación
Luego de su presentación en el LIII Festival Internacional de la Canción de Viña del Mar y fin de la gira Dejarte de Amar, en la ciudad de Morelia, Michoacán el 31 de marzo del año 2012, y su último concierto en el foro sol, Camila decidió tomar un descanso a su gira y posteriormente salieron a la luz rumores de rupturas, a lo que Mario Domm, Samo y Pablo Hurtado desmintieron, discutiendo que cada uno de ellos estaban un tanto ajetreados de tantos viajes, aviones y hoteles, y que se tomaban un breve break, solo para descansar y que cada uno podía hacer lo que quería en ese tiempo, en alusión al material que había hecho con Romeo Santos, exvocalista de Aventura. Dicha versión fue ratificada por Samo en la gala de los Premios Billboard de la Música Latina, cuando terminó su homenaje a Selena.
Uno de los motivos de la pausa del grupo fue la necesidad expresada de Mario Domm de desconectarse por un tiempo para poder reencontrarse con su lado creativo, pues la gira y los diversos compromisos le hicieron sufrir un ataque de ansiedad. Por su parte Samo, preparó su material como solista, para anunciar su salida de la banda en mayo del año 2013.[cita requerida]

### 2014 - 2019:ElypseyHacia adentro
Elypse su tercera producción discográfica, publicado el 3 de junio del año 2014 a través de Columbia Records en Europa y por Sony Music en el resto del mundo, transformando su fisonomía de trío a dúo. El 6 de mayo del año 2017 en un concierto en Puerto Rico parte de Elypse World Tour, Mario anunció su nuevo proyecto Rosa negra en conjunto con Ian Holmes y Lauren Evans. Junto a los nuevos integrantes de la familia estrenaron «Hearts Roulete», «Te confieso» y «Después de la tormenta».
El 17 de mayo del año 2019, vuelven a retomar el dúo Camila (Mario Domm y Pablo Hurtado) con el sencillo «Te Confieso» y el álbum Hacia adentro.[cita requerida] Este álbum sienta un nuevo precedente en su carrera y en sus 10 temas, en el que no tienen participaciones especiales de otros cantantes.

### 2023-presente: Fugitivos y el regreso de Samo
El 31 de marzo de 2023, se estrenaba el nuevo sencillo de Camila, donde lo más sobresaliente fue la voz de Samo, quien pronto, confirmaría su regreso a la banda tras 10 años.

## Miembros

### Miembros actuales
- Mario Domm: voz, guitarra, piano (2003-presente)
- Samo: voz (2003-2013; 2023-presente)
- Pablo Hurtado: guitarra (2003-presente)

## Discografía
Álbumes de estudio
- 2006: Todo cambió
- 2010: Dejarte de amar
- 2014: Elypse
- 2019: Hacia adentro
- 2024: Regresa

## Giras
- Todo Cambió Tour (2006-2008)
- Dejarte de Amar Tour (2010-2012)
- Elypse World Tour (2014-2016)
- Festival de la independencia (2016)
- Camila y Sin Bandera: 4 Latidos Tour (2022)
- Camila Tour (2023)